# Đập Myitsone
Đập Myitsone (tiếng Miến Điện: မြစ်ဆုံ တာတမံ, IPA: [mjɪʔsʰòuɴ tàtəmàɴ] là một dự án đập thủy điện lớn đang được xây dựng trên sông Irawaddy Miến Điện (Myanmar). Nếu hoàn thành theo kế hoạch vào năm 2017, nó sẽ là đập thủy điện lớn thứ 15 trên thế giới. Con đập này theo dự kiến rộng  và cao 500 foot, đang được xây dựng bởi tổng thầu Trung Quốc. 
Năm 2005, chính quyền Myanmar đã đồng ý cho Tập đoàn Đầu tư năng lượng Trung Quốc lên kế hoạch xây dựng đập thủy điện Myitsone, đập thủy điện lớn nhất trong chuỗi bảy đập thủy điện dự kiến xây dựng trên sông Irrawaddy. Đập Myitsone có công suất 6.000 MW với sản lượng điện mỗi năm 16,634 GWh, chủ yếu cho Vân Nam, Trung Quốc.
Công tác xây dựng đập thủy điện Myitsone được khởi đầu vào ngày 22-12-2009 với các nhà thầu là công ty đầu tư năng lượng có vốn nhà nước của Trung Quốc hợp tác với Công ty Thế giới châu Á của Myanma thi công.
Khi được hoàn thành, lòng hồ của đập thủy điện này sẽ rộng khoảng 1.214km2 và làm mất đất sinh sống của hơn 10.000 người, chủ yếu là người dân tộc Kachin.
Dự án đập đã được tranh cãi tại Miến Điện do khu vực lũ lụt rất lớn, tác động môi trường và vị trí của nó trên dòng Saging lỗi. Điện được tạo ra sẽ được phân bố chủ yếu sang Trung Quốc trong năm mươi năm mặc dù nguồn cung cấp năng lượng đang hạn chế tại Miến Điện. Công chúng Miến Điện cũng phẫn nộ với ảnh hưởng ngày càng tăng của Trung Quốc ở Miến Điện, mà công ty đã đầu tư hàng tỷ đô la trong nước, chủ yếu là trong ngành năng lượng. Ngay cả bản thân chính phủ xuất hiện nhiều quan điểm khác nhau về dự án này.
Ngày 30 tháng 9 năm 2011, Tổng thống Thein Sein đã thông báo rằng đình chỉ dự án đập Myitsone trong thời gian nhiệm kỳ của ông. Quyết định bất ngờ đã được hoan nghênh bởi các nhà môi trường, các nhà hoạt động và công chúng cho chính phủ dường như đã tiếp thu ý kiến công chúng lần đầu tiên trong nhiều năm. Lo ngại tác động đối với môi trường của đập này là do đập thủy điện Myitsone chỉ cách đường nứt gãy địa tầng hiện đang hoạt động trong vùng chưa đến 100 km. Người ta quan ngại sức nặng của khối nước khổng lồ sau này sẽ kích thích sự đứt gãy địa tầng và gây nên động đất.
Trong phản ứng với thông báo của Tổng thống Thein Sein, phát ngôn viên Bộ Ngoại giao Trung Quốc Hồng Lôi kêu gọi Myanmar tổ chức hiệp thương để xử lý bất kỳ vấn đề với các đập Myitsone. Ông cũng nhắc nhở các chính phủ Myanmar rằng cả hai nước đã nhất trí cho dự án sau khi đã điều tra kỹ lưỡng.